# Dar Chioukh (distrito)
Dar Chioukh é um distrito localizado na província de Djelfa, Argélia, e cuja capital é a cidade de mesmo nome, Dar Chioukh.[carece de fontes?]